# جون فيليسيانو
جون فيليسيانو (بالإنجليزية: Jon Feliciano)‏ هو لاعب كرة قدم أمريكية أمريكي، ولد في 10 فبراير 1992 في ديفي في الولايات المتحدة.

## وصلات خارجية
- جون فيليسيانو على موقع مرجع كرة القدم المحترفة.كوم (الإنجليزية)